# Альфред де Віньї
Альфре́д Вікто́р де Віньї́ (фр. Alfred de Vigny; нар. 27 березня 1797, Лош — пом. 17 вересня 1863, Париж) — французький поет і прозаїк романтичного напряму.

## Біографія
Найзначніший представник французького аристократичного, консервативного романтизму. Походив із старовинної дворянської родини, що активно боролася проти революції; деякі члени його сім'ї були страчені на гільйотині. Увійшов до життя з свідомістю приреченості свого класу. «Ще в ліцеї, — говорив він згодом, — я відчув, що походжу з проклятої раси». В 15 років вступив на військову службу; перебував в охороні Людовіка XVIII, коли той під час «Ста днів» утік з Парижа. Залишався військовим до 1827 року, але жодного разу не брав участі в боях. «Бачив рабство армії, але не знав її величі» («Servitude et grandeur militaire»).
Автор історичного роману «Сен-Мар», поем «Елоа», «Моїсей», «Потоп», «Смерть вовка», психологічної драми «Чаттертон», книги віршів «Щоденник поета» та інших. Життя і творчість Віньї позначені драматизмом, непросто складалася і його посмертна літературна доля. Віньї постійно перебував у незлагоді з епохою чи, точніше з епохами, в які йому довелося жити й творити. За ним закріпилася репутація представника «аристократичного романтизму», проте факти біографії і творчість Віньї не підтверджують цієї репутації, а, навпаки, суперечать їй. Як слушно зауважив один із дослідників, в літературі Віньї був не графом, а поетом, і звідси, додамо, «нестандартність» його світосприйняття та поведінки, що не вкладаються в соціологічні схеми.
Майбутній поет після закінчення ліцею готувався до вступу у Політехнічну школу, яка випускала офіцерів, коли до влади повернулись Бурбони. Виконуючи вимоги сім'ї та дотримуючись звичаїв предків, 17-річний граф Альфред де Віньї вже без будь-якого конкурсу та спеціальної військової підготовки отримав звання молодшого лейтенанта, згодом вступив в елітний кавалерійський полк. У 1825 році, прослуживши вже і у гвардії, і в піхоті, Віньї одружився, взяв відпустку (а через два роки і назовсім пішов у відставку) і оселився в Парижі, щоб цілком віддатися літературній праці. Останні 25 років свого життя Віньї провів у садибі в Мен-Жіро.
Становлення й перший етап творчості Віньї відбувалися в період Реставрації, в поновленій дворянській монархії Бурбонів. Віньї виявив критичне ставлення до Реставрації (в його поезії домінують мотиви самотності, відчуженості від реальності, песимізм при збережені аналітики того, що відбувається) і співчутливий інтерес до революції 1830 р. у Парижі Проте Липнева монархія стала для нього ще більш неприйнятною, згадані мотиви посилилися в його творчості, та й сама ця творчість після 1835 р. різко пішла на спад. Він продовжував писати, але не так інтенсивно, як раніше, лише час від часу друкуючи поезії та поеми і все більше замикаючись у самотності. Рання, та й не тільки рання, поезія Віньї — поезія медитаційна, поезія самозаглиблення і роздумів. Свої думки та переживання поет об'єктивізує, вдається до епічних і драматичних сюжетів, до ролевих ліричних героїв. Власну заслугу перед французькою літературою він бачив у тому, що «першим запровадив композиції такого типу, які подають філософські думки в епічних або драматичних формах». У цьому він спирався на здобутки інших західних літератур, що було помічено критикою, яка заговорила про «зовнішні джерела натхнення Віньї».
У цих заключних рядках знаменитої пізньої поеми Віньї «Смерть вовка» (1843) виражено символ віри, якого поет дотримувався все життя, і водночас це один із наскрізних мотивів його поезії.

## Творчість

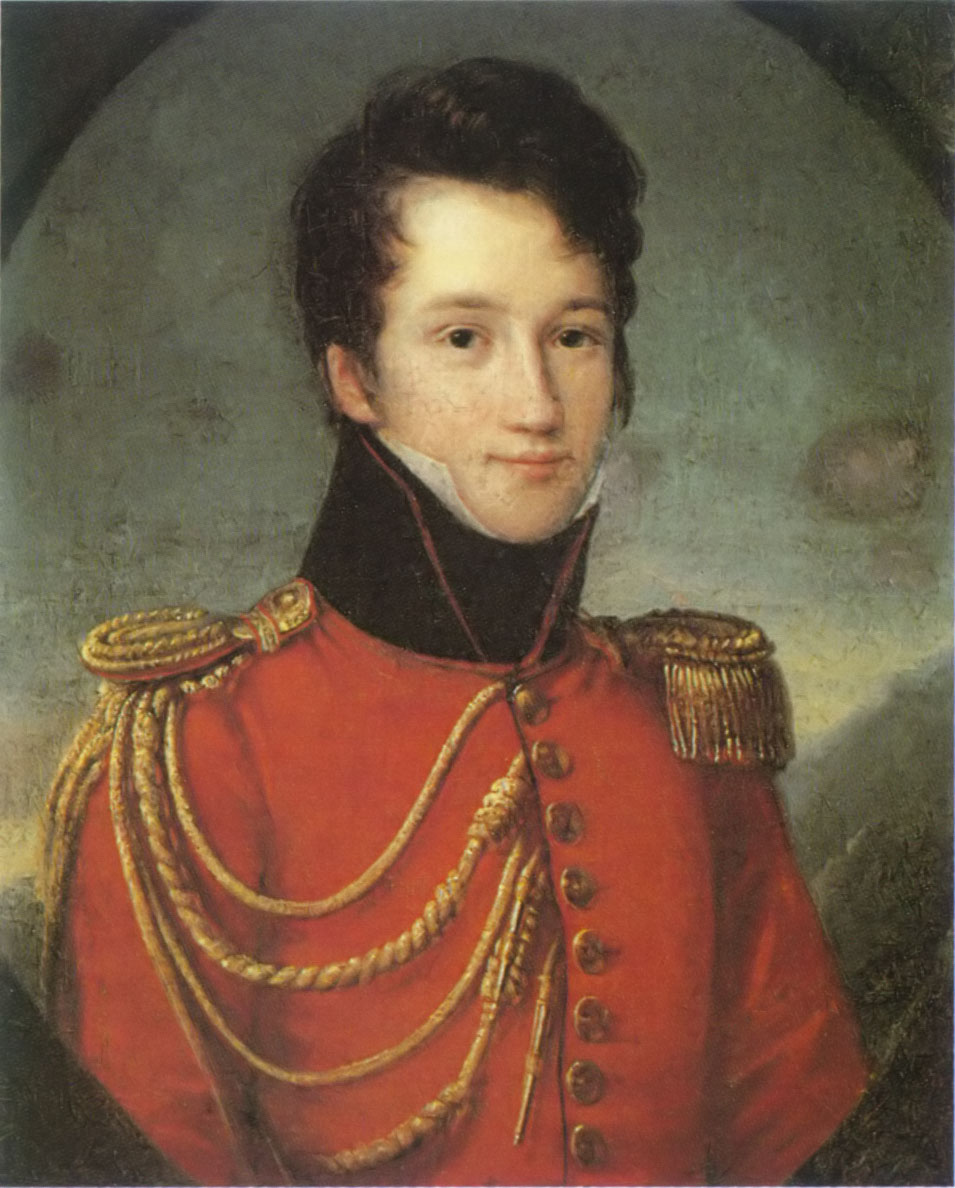
Худ. Франсуа Жозеф Кінсон. «Альфред Віктор де Віньї», до 1825 р.

Збірка «Античні та сучасні поеми» відкривається «Містичною книгою» — триптихом, що складеться з «Мойсея», «Елоа» і «Потопу», поем на біблійні сюжети. Віньї теж був властивий романтичний титанізм, і в триптиху він творить титанічні образи героїв, які в гордій і трагічній самотності високо підносяться над світом та людьми. Так, у поемі «Мойсей» змальовано величний образ біблійного народного вождя й пророка, наділеного незвичайною духовною силою. Але ця обраність не тільки підносить Мойсея над людьми, а й прирікає його на вічний холод самотності; і в монолозі, зверненому до Бога, він скаржиться на цей холод і просить «забуття у могильному сні», щоб звільнитися від нього.
Так, після виходу книги «Античні та сучасні поеми» «Poemes antiques et modernes», 1826), в основу якої покладена збірка 1822 p., Ш.-О. Сент-Бев писав: «Якщо добре їх пошукати, то це Біблія, Гомер, побачений очима Андре Шеньє, Данте, можливо, Мільтон, Клопшток, Оссіан, той же Томас Мур, але все це збиралося крапля за краплею і вилилося в концентровану, витончену та потужну структуру».
Відчуженість від середовища, горда самота, загальний безвідрадний погляд на долю людини та людства, культ стоїчного страждання, світова скорбота, — все це звучить у Віньї голосніше й виразніше, ніж у будь-кого з французьких романтиків:
|                           | Покинь розумувать у марному свавіллі, Будь мужнім завсігди в стоїчній простоті, Без нарікань і скарг, як я, в своїм житті. Благають і тремтять лиш боягузи ниці. Злигоднів не цурайсь, твердий будь, наче з криці, З недолею змагайсь, як вся рідня моя, Страждай без скарг, борись і мовчки вмри, як я. |
| — (Переклад М. Терещенка) | |

.
До найвідоміших поетичних творів Віньї належить поема «Елоа» на сюжет про «грішного ангела», поширений у романтичній літературі («Падіння ангела» А. де Ламартіна, «Кінець Сатани» В. Гюґо, «Любов ангелів» Т. Мура, «Демон» М. Лєрмонтова, почасти «Каїн» Дж. Н. Г. Байрона тощо). Поміж згаданих творів поема Віньї найбільше перегукується з лермонтовським «Демоном». У ній ангел Елоа, народжена зі сльози Христа, спускається в пекло до Сатани, сподіваючись врятувати його своїм коханням, але ця любов виявляється для неї згубною. Віньї створив у поемі титанічний образ Сатани, який у тотальній байдужості до світу творить зло, сам того не усвідомлюючи. Читачів вразили також «космічні пейзажі» поеми, не лише їхня неосяжність, а й колористичне багатство й тонке нюансування. «Тільки він, — захоплено писав Т. Ґотьє, — володіє цим перламутрово-сірим кольором, цим кораловим відсвічуванням, цими опаловими прозоростями, цією синявою місячного сяйва, що на тлі божественного білого світла стає нематеріальною».
Мотиви та настрої, що визначились у перших поетичних збірках Віньї, залишаються домінуючими і в його пізній поезії, у збірці «Долі» («Les destinees»), що вийшла посмертно. Збірка відкривається однойменною поемою, в якій звучить мотив всесилля і всевладдя долі, яка набирає обрисів античного фатуму. «З першого дня творіння // Тяжка й могутня ступня долі // Опускається на кожну голову й кожне діяння», — такий урочистий і похмурий зачин цієї поеми, написаної «дантівським розміром», терцинами. Ще масштабніше і трагічніше звучать у цій збірці ідеї самотності у світі людини, відкинутої і природою, і Богом.
Мотив відірваності людини від природи звучить уже в поезії В. 20-х років, але концентрованого похмуро-патетичного виразу досяг він у його пізній поезії, зокрема в поемі «Хатина пастуха. До Єви». Тут «людському балагану» з його суєтністю і марнославством протиставлена природа — велична, прекрасна і водночас тотально байдужа до «комедії людської», сповнена «льодового презирства» до неї. У цій поемі природа звертається до людей з такими безжальними словами:
|  | Ви матір'ю звете, а я для вас — могила. Не, знаю тих, кого я вже згубила, не чую, хто хвалу співає в тьмі часу |

.

## Вибрані твори
- Le Bal (1820)
- Poèmes (1822)
- Éloa, ou La sœur des anges (1824)

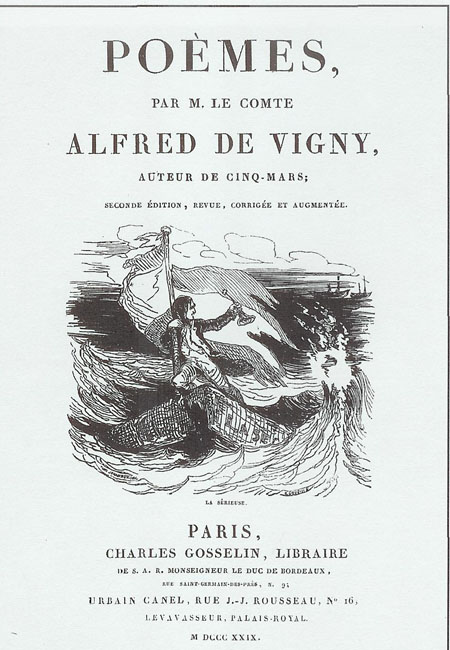
Poèmes antiques et modernes, обкладинка видання 1829 року

- Poèmes antiques et modernes (1826)
- Cinq-Mars (1826)
- La maréchale d'Ancre (1831)
- Stello (1832)
- Quitte pour la peur (1833)
- Servitude et grandeur militaires (1835)
- Chatterton (1835)
- Les Destinées (1864)
- Journal d'un poète (1867)
- Œuvres complètes (1883—1885)
- Daphné (1912)

## Українські переклади
Українською мовою окремі твори Віньї переклали Василь Щурат і Микола Терещенко.